# Az ürögi faluvégen
Az Az ürögi faluvégen kezdetű magyar népdalt Bartók Béla gyűjtötte a Tolna vármegyei Felsőiregen 1907-ben.
Feldolgozások:
| Szerző          | Mire                       | Mű                                    | Előadás |
| --------------- | -------------------------- | ------------------------------------- | ------- |
| Bartók Béla     | zongora                    | 10 könnyű zongoradarab, 6. darab      | [ 1 ]   |
| Szőnyi Erzsébet | két szólam                 | 33 könnyű kórus népdalokra, 18. kotta |         |
| Máriássy István | zongora vagy ének és gitár | Elindultam szép hazámból, 6. kotta    |         |

## Kotta és dallam
Az ürögi faluvégen szól a muzsika.

Gyere, kedves kis - angyalom, menjünk el oda.

Ott mulatok kedvemre, babám sír keservesen,

ropogós csókja rajtam szárad, nem felejtem el.

## Felvételek
- Az ürögi faluvégen szól a muzsika. cimbalom.nl (Hozzáférés: 04. szeptember) (audió) arch
- Az ürögi faluvégén szól a muzsika, Hallod-e te körösi lány, Túri vásár. Kovács Apollónia  YouTube (2013. június 7.)  (Hozzáférés: 04. szeptember) (audió) 1:22-ig.
- Az ürögi faluvégén szól a muzsika,Ne szidjatok soha engem. Jákó Vera  YouTube (2015. május 28.)  (Hozzáférés: 04. szeptember) (videó) 1:13–2:00.
- Az iregi falu végén. YouTube (2012. július 9.)  (Hozzáférés: 04. szeptember) (audió) 0:30-ig.
- Az ürögi faluvégen. Kerékteleki Dalkör  YouTube (2011. március 14.)  (Hozzáférés: 04. szeptember) (videó)